# Metschnikowia typographi
Metschnikowia typographi är en svampart som beskrevs av Weiser, Wegenst., Händel & Z. Žižka 2003. Metschnikowia typographi ingår i släktet Metschnikowia och familjen Metschnikowiaceae.   Inga underarter finns listade i Catalogue of Life.